# إدوارد كلارك (ممثل)
إدوارد كلارك (بالإنجليزية: Edward Clark)‏ مواليد 6 مايو 1878 في روسيا - الوفاة 18 نوفمبر 1954 في هوليوود، الولايات المتحدة، هو ممثل أمريكي بدأ مسيرته الفنية سنة 1913. ظهر في قرابة 133 فيلما. امتدت مسيرته الفنية لأكثر من 42 عاما.

## الأعمال
- كينغ كونغ
- أنشودة بيرناديت
- الزمن السعيد
- شرق عدن

## روابط خارجية
- إدوارد كلارك على موقع IMDb (الإنجليزية)
- إدوارد كلارك على موقع ألو سيني (الفرنسية)
- إدوارد كلارك على موقع أول موفي (الإنجليزية)
- إدوارد كلارك على موقع قاعدة بيانات برودواي على الإنترنت (الإنجليزية)
- إدوارد كلارك على موقع قاعدة بيانات الأفلام السويدية (السويدية)
- إدوارد كلارك على موقع قاعدة بيانات الفيلم (الإنجليزية)
- إدوارد كلارك على موقع كينوبويسك (الروسية)